# Pigeon Cove-St. Barbe
Pigeon Cove-St. Barbe (ook Pidgeon Cove-St. Barbe) is een local service district (LSD) en designated place (DPL) in de Canadese provincie Newfoundland en Labrador. Het bevindt zich aan de noordwestkust van het eiland Newfoundland.

## Geografie
Pigeon Cove-St. Barbe bestaat uit Pigeon Cove en St. Barbe, twee kleine dorpen die gelegen zijn aan de noordwestkust van het Great Northern Peninsula, het meest noordelijke gedeelte van Newfoundland. Het ligt aan de zuidoever van St. Barbe Bay.
Het LSD is in het westen gedeeltelijk vergroeid met het dorp Black Duck Cove. In die plaats is de postbus van het LSD-bestuur gevestigd.

## Geschiedenis
In 1987 werd het local service district Pigeon Cove-St. Barbe opgericht, waardoor de gemeentevrije plaatsen Pigeon Cove en St. Barbe voor het eerst beperkt lokaal bestuur kregen.
Pas vanaf de volkstelling van 2001 beschouwde Statistics Canada Pigeon Cove-St. Barbe voor het eerst ook als een designated place.

## Demografie
Net zoals de meeste afgelegen Newfoundlandse plaatsen kende ook Pigeon Cove-St. Barbe de voorbije jaren een dalende bevolkingsomvang.
In 2021 telde het local service district 60 woningen waarvan er 56 (permanent) bewoond waren. Het gemiddelde huishouden telde 2,2 personen.
| Demografische ontwikkeling tussen 1991 en 2021                  |
| --------------------------------------------------------------- |
|                                                                 |
| Bron: Statistics Canada (1991–1996, 2001–2006, 2011–2016, 2021) |